# Ercüment Aytaç

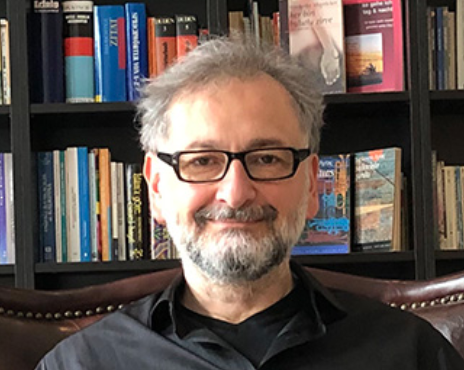
Aytac vor seiner Bibliothek in Wien

Ercüment Aytaç (* 8. März 1965 in Sivas, Türkei) ist ein österreichischer Schriftsteller und Autor.

## Leben
Aytaç lebt seit 1981 in Österreich. In der Türkei hatte er das TED Collage in Ankara besucht und schloss schließlich das Gymnasium in Salzburg ab. Er zog dann nach Wien, wo er zunächst sein Studium an der Technischen Universität Wien aufnahm. Später schloss er ein Studium des Wissensmanagements an der Donau-Universität Krems ab.
Ercüment Aytac war zudem von 2004 bis 2017 als Kammerrat in der Kammer für Arbeiter und Angestellte Wien für die FSG vertreten.
Aytaç lebt und arbeitet in Wien. Er ist verheiratet und hat zwei Söhne.

## Künstlerisches Wirken
Aytaç ist Mitglied der Grazer Autorenversammlung und des Literaturkreises Podium. 1994 veröffentlichte er seinen ersten Roman in Istanbul. Wenig später, 1996, folgte ein Erzählband. Aytaçs Roman wurde im WDR vertont. Darauf folgten diverse Veröffentlichungen von Essays und Kurzprosa in Österreich (u. a. Literatur und Kritik, Podium, Freibord), Deutschland (u. a. Intertaz), Rumänien, Schweiz, der Türkei und den USA, Lesungen und Performances in Österreich, Deutschland (u. a. Frankfurter Literaturhaus), USA (Nuyorican Poets Café), der Türkei bzw. mehrmals im ORF. Auch gestaltete er Textdarstellungen in der Wiener Lichtzeile, Hörwerke und eine Internet-Ausstellung für das ORF-Kunstradio. Er ist Träger zahlreicher Auszeichnungen und Preise.
2016 erschien das Werk Dunya brennt; es handelt von den Fluchterfahrungen eines 12-jährigen syrischen Mädchens.
Seit 2022 ist er regelmäßig zu Gast in diversen Kultursendungen des türkischen Senders TRT.

## Werke (Auswahl)
- 1994: Ve: Blues (Roman)[11]
- 1996: Sahtekar Şırıltı (Geschichtenband)[12]
- 2016: Dunya brennt (Roman)[10]

## Auszeichnungen
- 1996: Publikumspreis im Word Up-Literaturfestival Wien
- 1996: Wiener Werkstattpreis (3. Preis)[13]
- 1996/97: Österreichisches Staatsstipendium für Literatur[14]
- 1997: Arbeitsstipendium des BMWVK für Multimedia[15]
- 1997: Autorenförderung der Stadt Wien
- 1997: Literaturpreis des Kulturamtes der Stadt Wien für das Schreiben zwischen den Kulturen
- 1998: Arbeitsstipendium der BKA-Kunstsektion für Literatur
- 1998: Autorenförderung der Stadt Wien[16]